# Istigobius campbelli
Istigobius campbelli es una especie de peces de la familia de los Gobiidae en el orden de los Perciformes.

## Morfología
Los machos pueden llegar a alcanzar los 7,1 cm de longitud total.

## Distribución geográfica
Se encuentra al sur del Japón, Taiwán y Hong Kong.

## Observaciones
Es inofensivo para los humanos.